# Lygropia acastalis
Lygropia acastalis is een vlinder uit de familie van de grasmotten (Crambidae). De wetenschappelijke naam van deze soort is voor het eerst gepubliceerd in 1859 door Francis Walker.
Deze soort komt voor in Honduras.